# 기노모토촌
기노모토촌(木ノ本村)은 와카야마현 가이소군에 설치되었던 촌이다. 현재의 와카야마시에 해당한다.